# Schulmeister

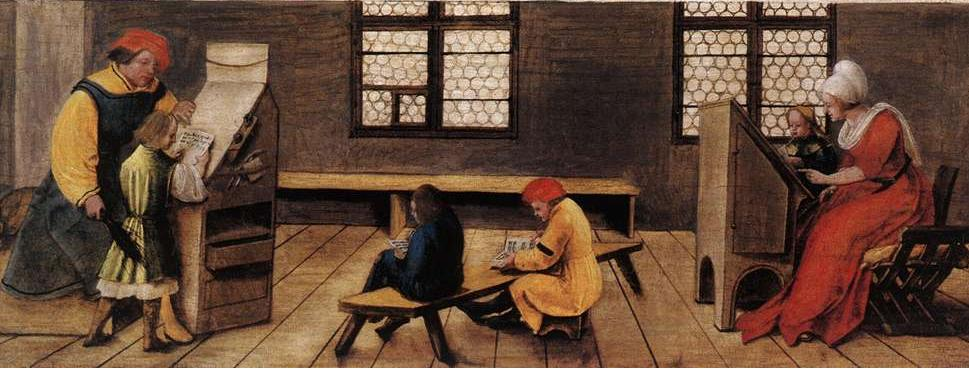
Ambrosius Holbein, Der Schulmeister, 1516

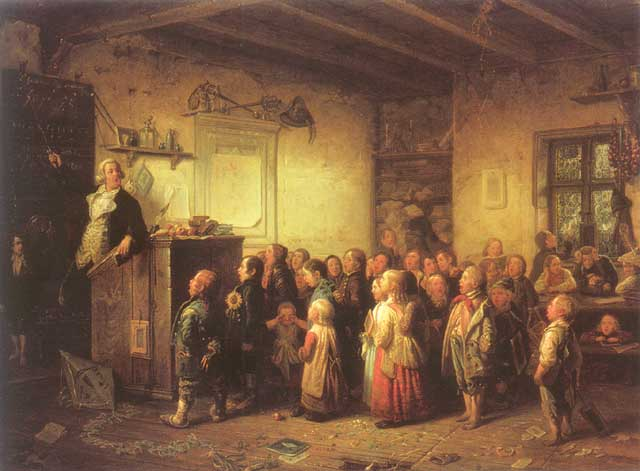
Jobs als Schulmeister, Gemälde von Johann Peter Hasenclever, 1846

Als Schulmeister, auch Ludimagister bezeichnete man Lehrer an Dorfschulen oder niederen Schulen in den Städten (Volksschulen, Bürgerschulen). Eine förmliche Lehrbefähigung wurde lange nicht gefordert; meist genügten dem Schulpatron Lehrproben oder andere Eignungstests für eine Anstellung des Bewerbers.

## Geschichte

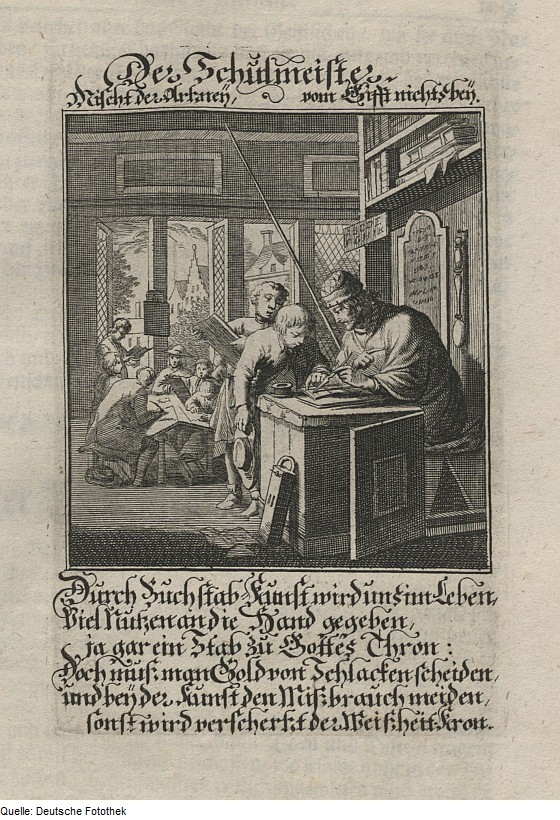
Christoph Weigel d. Ä. Ständebuch: Der Schulmeister, 1698

Oft war das seit dem Mittelalter belegbare Amt des Schulmeisters mit der Küsterstelle an der örtlichen Kirche verbunden oder mit der des Organisten. In Mecklenburg benutzte man deshalb traditionell die Begriffe „Schulmeister“ (niederdeutsch Schaulmeister), „Lehrer“ (Lihrer) und „Küster“ (Köster) in gleicher Wortbedeutung. 
Ein Schulmeister war nicht selten die einzige Lehrkraft an einer einklassigen Dorfschule und hatte das gesamte Pensum der Wissensvermittlung zu absolvieren, bei der Religion, Lesen und Schreiben sowie Rechnen dominierten. 
Seit Ende des 18. Jahrhunderts entstanden an verschiedenen Orten private oder staatliche Lehrerseminare, auf denen Schulmeistern das nötige Rüstzeug zur Ausübung ihres Berufes vermittelt wurde.
Als Schuldiener wurden nach der Einführung der allgemeinen Schulpflicht in Sachsen-Gotha im Jahre 1642 die Schulmeister bezeichnet, die häufig auch als Organisten und/oder Kantoren tätig waren.
Regional wurde der Begriff Schuldiener auch für den Hausmeister einer Schule verwendet.

## Rezeption
Sowohl in seiner Fabel Das Kind und der Schulmeister (1668) als auch in Der Schüler, der Schulfuchs und der Gartenbesitzer (1679) nimmt Jean de La Fontaine die buchstäblich schulmeisterlich daherkommende Titelfigur satirisch aufs Korn. 
Jean Paul schrieb 1790 die Erzählung Leben des vergnügten Schulmeisterlein Maria Wutz in Auenthal. 
Wilhelm Raabes Novelle Aus dem Lebensbuch des Schulmeisterleins Michel Haas entstand im Sommer 1859.
Einem mecklenburgischen Schulmeister hat Rudolf Tarnow in „Köster Klickermann“ ein literarisches Denkmal gesetzt. 
Felix Stillfried beschrieb in seinem Roman De Wilhelmshäger Kösterlüd die Lebensgeschichte dreier Lehrergenerationen in Mecklenburg (1887). 
Eines der bekanntesten musikalischen Werke über einen Schulmeister ist Christoph Ludwig Fehres Kantate Der Schulmeister in der Singschule (1751), die unter dem Titel „Schulmeisterkantate“ Georg Philipp Telemann zugeschrieben wurde.